# 吉江喜一
吉江 喜一（よしえ よしかず、1948年6月14日 - 2018年8月29日）は、長野県塩尻市出身のプロ野球選手。ポジションは投手。

## 来歴・人物
塚原高校では1966年の夏の甲子園に出場。1回戦で松山商の西本明和投手と投げ合い、延長11回の投手戦の末、0-1xでサヨナラ負けした。松山商はこの大会に準優勝。1966年第1次ドラフト会議でサンケイアトムズから2位指名を受け入団。
がっちりとした体つきで、速球とカーブ、シュートを武器に真向から勝負していくピッチングが持味。しかし、一軍では1年目終盤の10月14日の阪神25回戦（東京）の1試合だけの登板に留まり、この試合では山内一弘に史上2人目の2000本安打を打たれている。翌1968年に僅か2年で引退した。
2018年8月29日に70歳で死去したと、9月1日の信濃毎日新聞に報じられた。その記事では、名前の読みが「よしえ きいち」となっていた。

## 詳細情報

### 年度別投手成績
| 年 度     | 球 団     | 登 板 | 先 発 | 完 投 | 完 封 | 無 四 球 | 勝 利 | 敗 戦 | セ 丨 ブ | ホ 丨 ル ド | 勝 率 | 打 者 | 投 球 回 | 被 安 打 | 被 本 塁 打 | 与 四 球 | 敬 遠 | 与 死 球 | 奪 三 振 | 暴 投 | ボ 丨 ク | 失 点 | 自 責 点 | 防 御 率 | W H I P |
| --------- | --------- | ----- | ----- | ----- | ----- | -------- | ----- | ----- | -------- | ----------- | ----- | ----- | -------- | -------- | ----------- | -------- | ----- | -------- | -------- | ----- | -------- | ----- | -------- | -------- | ------- |
| 1967      | サンケイ  | 1     | 0     | 0     | 0     | 0        | 0     | 0     | --       | --          | ----  | 13    | 3.0      | 2        | 0           | 4        | 0     | 0        | 0        | 0     | 0        | 0     | 0        | 0.00     | 2.00    |
| 通算：1年 | 通算：1年 | 1     | 0     | 0     | 0     | 0        | 0     | 0     | --       | --          | ----  | 13    | 3.0      | 2        | 0           | 4        | 0     | 0        | 0        | 0     | 0        | 0     | 0        | 0.00     | 2.00    |

### 記録
- 初登板：1967年10月14日、対阪神タイガース25回戦（東京スタジアム）、6回表に3番手で救援登板、3回無失点

### 背番号
- 21 （1967年 - 1968年）